# Boualem Baki
Boualem Baki (en arabe : بوعلام باقي), né en 1922 à EL-Bayadh et mort le 16 janvier 2017 à Alger, est un homme politique algérien.

## Biographie

### Décès
Il meurt le 16 janvier 2017 à l'âge de 94 ans, enterré au cimetière d'El Alia.